# Szczenięce lata Toma i Jerry’ego
Szczenięce lata Toma i Jerry’ego (ang. Tom and Jerry Kids Show, 1990-1993) – amerykański serial animowany. Jest to serial wyprodukowany wspólnie przez studio Hanna-Barbera oraz Turner Entertainment.

## Spis odcinków
| N/o            | Polski tytuł                                                       | Angielski tytuł                                 |
| -------------- | ------------------------------------------------------------------ | ----------------------------------------------- |
|                |                                                                    |                                                 |
| SERIA PIERWSZA |                                                                    |                                                 |
|                |                                                                    |                                                 |
| 01             | Fido aportuje                                                      | Flippin’ Fido                                   |
| 01             | Dakota Droopy i Zaginiona Kopalnia                                 | Dakota Droopy & the Lost Dutch Boy Mine         |
| 01             | Pieskie popołudnie                                                 | Dog Daze Afternoon                              |
|                |                                                                    |                                                 |
| 02             | W sklepie z zabawkami                                              | Toys Will Be Toys                               |
| 02             | Interes Droopy’ego                                                 | Droopy Delivers                                 |
| 02             | Mój kumpel                                                         | My Pal                                          |
|                |                                                                    |                                                 |
| 03             | Prehistoryczni kumple                                              | Prehistoric Pals                                |
| 03             | Super Droopy i Dripple Boy spotykają koguta Jokera                 | Super Droop & Dripple Boy Meet the Yolker       |
| 03             | Cudowny Marvin                                                     | Marvelous Marvin                                |
|                |                                                                    |                                                 |
| 04             | Batmysz                                                            | Bat Mouse                                       |
| 04             | Kot i szczeniaki                                                   | Puss n’ Pups                                    |
| 04             | Przybysz z kosmosu                                                 | Outer Space Rover                               |
|                |                                                                    |                                                 |
| 05             | Szkodniki                                                          | The Vermin                                      |
| 05             | Droopy i aerobik                                                   | Aerobic Droopy                                  |
| 05             | Myszo-skauci                                                       | Mouse Scouts                                    |
|                |                                                                    |                                                 |
| 06             | Ciuciubella kocha Toma                                             | Sugar Belle Loves Tom, Sometimes                |
| 06             | Sklepowa mysz                                                      | Mall Mouse                                      |
| 06             | Super Hiper Spike                                                  | Super Duper Spike                               |
|                |                                                                    |                                                 |
| 07             | Kosmiczny chaos                                                    | Cosmic Chaos                                    |
| 07             | Droopy w operze                                                    | Droopy of the Opera                             |
| 07             | Plażowicze                                                         | Beach Bummers                                   |
|                |                                                                    |                                                 |
| 08             | Tchórzliwy krokodyl                                                | Gator Baiter                                    |
| 08             | Podstępny kot                                                      | Hoodwinked Cat                                  |
| 08             | Zamkowa mysz                                                       | Medieval Mouse                                  |
|                |                                                                    |                                                 |
| 09             | Clyde w opałach                                                    | Clyde to the Rescue                             |
| 09             | Droopeo i Julia                                                    | Droopio & Juliet                                |
| 09             | Ludziki z labiryntu                                                | Maze Monster Zap Men                            |
|                |                                                                    |                                                 |
| 10             | Kondor Grzmot                                                      | Crash Condor                                    |
| 10             | Juhu, brachu                                                       | Yo Ho Ho…Bub                                    |
| 10             | Szorowany Tom                                                      | Scrub-a-Dub Tom                                 |
|                |                                                                    |                                                 |
| 11             | Nie ma to jak zabawa na śniegu                                     | No Biz Like Snow Biz                            |
| 11             | Pudel maltański                                                    | The Maltese Poodle                              |
| 11             | Rozbitek Tom                                                       | Cast Away Tom                                   |
|                |                                                                    |                                                 |
| 12             | Mali kosmici                                                       | The Little Urfulls                              |
| 12             | Twardziel Droopo                                                   | Droopo: First Bloodhound                        |
| 12             | Rajdowcy                                                           | Indy Mouse 500                                  |
|                |                                                                    |                                                 |
| 13             | Specjalista                                                        | Exterminator Cometh                             |
| 13             | Psy pustyni                                                        | Foreign Legion Frenzy                           |
| 13             | Powrót Urfo                                                        | Urfo Returns                                    |
|                |                                                                    |                                                 |
| SERIA DRUGA    |                                                                    |                                                 |
|                |                                                                    |                                                 |
| 14             | Cyrk Błaznów                                                       | Circus Antics                                   |
| 14             | Wspaniali Szejkowie                                                | Tres Sheik Poodles                              |
| 14             | Walnięty kumpel                                                    | Head Banger Buddy                               |
|                |                                                                    |                                                 |
| 15             | Przypakujcie chłopcy                                               | Pump ’Em up Pals                                |
| 15             | Wesołe Miasteczko Droopy’ego                                       | Droopyland                                      |
| 15             | Przybywa Exterminator                                              | The Exterminator Cometh…Again                   |
|                |                                                                    |                                                 |
| 16             | Mama Jerry’ego                                                     | Jerry’s Mother                                  |
| 16             | Postrach sceny                                                     | Stage Fright                                    |
| 16             | Postrach Toma                                                      | Tom’s Terror                                    |
|                |                                                                    |                                                 |
| 17             | Kim jesteś, Kotku?                                                 | Who Are You, Kitten?                            |
| 17             | Droopy na Broadwayu                                                | Broadway Droopy                                 |
| 17             | Pirat                                                              | Pussycat Pirates                                |
|                |                                                                    |                                                 |
| 18             | Dzień dziadka                                                      | Father’s Day                                    |
| 18             | Postrach nieba                                                     | Scourge of the Sky                              |
| 18             | Błyskawica Super Wiewiór                                           | Lightning Bolt the Super Squirrel               |
|                |                                                                    |                                                 |
| 19             | Amademysz                                                          | Amademouse                                      |
| 19             | Droopy na plaży kulturystów                                        | Muscle Beach Droopy                             |
| 19             | Pingwin Artysta                                                    | Perky the Fish Pinching Penguin                 |
|                |                                                                    |                                                 |
| 20             | Kowboj Antonio                                                     | Slowpoke Antonio                                |
| 20             | Nawiedzony dom                                                     | Haunted Droopy                                  |
| 20             | Dzika mysz                                                         | Wildmouse                                       |
|                |                                                                    |                                                 |
| 21             | Ścigaj myszkę                                                      | Catch That Mouse                                |
| 21             | Dzielny rycerz Droopy                                              | Good Knight Droopy                              |
| 21             | Prezent urodzinowy                                                 | Birthday Surprise                               |
|                |                                                                    |                                                 |
| 22             | Kleopatra                                                          | Cleocatra                                       |
| 22             | McWolfenstein                                                      | McWolfenstein                                   |
| 22             | Szkoła ścigania                                                    | Chase School                                    |
|                |                                                                    |                                                 |
| 23             | Zorrito                                                            | Zorrito                                         |
| 23             | Żegnaj grubasie                                                    | Deep Sleep Droopy                               |
| 23             | Jaskółka                                                           | Hard to Swallow                                 |
|                |                                                                    |                                                 |
| 24             | Zmyślony pies                                                      | The Little Thinker                              |
| 24             | Rapujący szczur                                                    | Rap Rat Is Where It’s At                        |
| 24             | Pupilek                                                            | My Pet                                          |
|                |                                                                    |                                                 |
| 25             | Wyścig Cala Szemranego                                             | The Calaboose Cal 495                           |
| 25             | Powrót Grubasa                                                     | Return of the Chubby Man                        |
| 25             | Cena przyjaźni                                                     | Chumpy Chums                                    |
|                |                                                                    |                                                 |
| 26             | Jerry Hood i wesoła kompania                                       | Jerry Hood & Merry Meeces                       |
| 26             | Eliminator Droopy                                                  | Eradicator Droopy                               |
| 26             | Tyke na wycieczce                                                  | Tyke on a Hike                                  |
|                |                                                                    |                                                 |
| SERIA TRZECIA  |                                                                    |                                                 |
|                |                                                                    |                                                 |
| 27             | Planeta Psia Mania Psia planeta                                    | The Planet Dogmania                             |
| 27             | Mc Wilkula Wilkołak McWolf                                         | McWolfula                                       |
| 27             | Kot z plemienia Katawumpus Tom i Kocie Stopy                       | Catawumpus Cat                                  |
|                |                                                                    |                                                 |
| 28             | Draka na Zachodzie Tom i Jerry na Dzikim Zachodzie                 | Pest in the West                                |
| 28             | Agent Droopy                                                       | Double ’O’ Droopy                               |
| 28             | Opiekunka do dziecka Tom, opiekun                                  | Tom, the Babysitter                             |
|                |                                                                    |                                                 |
| 29             | Mysz na kocur-rowerze Myszocykl                                    | Gas Blaster Puss                                |
| 29             | Strach przed lataniem Lęk przed lataniem                           | Fear of Flying                                  |
| 29             | Kot stołówkowy                                                     | Mess Hall Mouser                                |
|                |                                                                    |                                                 |
| 30             | Bidulek Toliver Tolivier Twist                                     | Toliver’s Twist                                 |
| 30             | Bóbr budowniczy Bojowy bóbr                                        | Boomer Beaver                                   |
| 30             | Droopy kontra McWilk Poczta konna                                  | Pony Express Droopy                             |
|                |                                                                    |                                                 |
| 31             | Klub Kopniętych Kotów Piekielne koty                               | Krazy Klaws                                     |
| 31             | Tyke na rowerze Ojcowskie nauki                                    | 'Tyke on a Bike                                 |
| 31             | Tarmutt wśród małp Król małp                                       | Tarmutt of the Apes                             |
|                |                                                                    |                                                 |
| 32             | Wiele hałasu o Myszosyrenę Myszosyrena                             | Tom’s Mermouse Mess-Up                          |
| 32             | Piaskiem w oczy Spike i Tyke na plaży                              | Here’s Sand in Your Face                        |
| 32             | Droopy z przestrzeni kosmicznej Kosmiczny Droopy                   | Deep Space Droopy                               |
|                |                                                                    |                                                 |
| 33             | Zabójcza gosposia Gosposiator                                      | Termi-Maid                                      |
| 33             | Taka ryba Wyprawa na ryby                                          | The Fish That Shoulda Got Away                  |
| 33             | Biały nosorożec Nosorożec                                          | Droopy’s Rhino                                  |
|                |                                                                    |                                                 |
| 34             | Chłopcy włamywacze Paczka w pace                                   | The Break ’n’ Entry Boyz                        |
| 34             | Kochaj mnie i moją zebrę Kto przygarnie zebrę?                     | Love Me, Love My Zebra                          |
| 34             | Droopy Dakota powraca Gdzie jest księżniczka?                      | Dakota Droopy Returns                           |
|                |                                                                    |                                                 |
| 35             | Pałac Zagłady Zamek jędzy                                          | Doom Manor                                      |
| 35             | Awantura przy grillu Podziel się z sąsiadem                        | Barbeque Bust-Up                                |
| 35             | Gwiazda wieczoru Trupa Droopy’ego i syna                           | The Fabulous Droopy & Dripple                   |
|                |                                                                    |                                                 |
| 36             | S.O.S. Ninja Ninja pomocy                                          | S.O.S. Ninja                                    |
| 36             | Samochód wyścigowy różowy puszek Różowa mgiełka                    | The Pink Powder Puff Racer                      |
| 36             | Droopy z myjni samochodowej Myjnia Droopy’ego                      | Car Wash Droopy                                 |
|                |                                                                    |                                                 |
| 37             | Chłopiec do wszystkiego Kto za kim kije nosi?                      | Go-Pher Help                                    |
| 37             | Mistrz białego szaleństwa Białe szaleństwo                         | Downhill Droopy                                 |
| 37             | Na złomowisku Nocny stróż                                          | Down in the Dumps                               |
|                |                                                                    |                                                 |
| 38             | Kot demolka Pechowy kot                                            | Catastrophe Cat                                 |
| 38             | Droopy i smok                                                      | Droopy & the Dragon                             |
| 38             | Szalona mysz Dzika mysz                                            | Wildmouse II                                    |
|                |                                                                    |                                                 |
| 39             | Podwójne kłopoty Toma                                              | Tom’s Double Trouble                            |
| 39             | Na pełnym morzu Wyścig przez ocean                                 | High Seas Hijinks                               |
| 39             | Corrida Spacerkiem po Hiszpanii                                    | Just Rambling Along                             |
|                |                                                                    |                                                 |
| 40             | Kot strażnikiem Kot stróżujący                                     | The Watchcat                                    |
| 40             | Wyścigi psich zaprzęgów W drogę                                    | Go with the Floe                                |
| 40             | Psy w niebezpieczeństwie Pudle w potrzasku                         | Pooches in Peril                                |
|                |                                                                    |                                                 |
| 41             | Wszystkie kocie chwyty dozwolone Polowanie                         | Catch as Cat Can                                |
| 41             | Przygoda z Cheezy Marzenie Dżina                                   | I Dream of Cheezy                               |
| 41             | Tchórzliwy kot Strachliwy kot                                      | Fraidy Cat                                      |
|                |                                                                    |                                                 |
| 42             | Śpiewaj z Gnuśnym Antoniem Śpiewaj z Antonio                       | Sing Along with Slowpoke                        |
| 42             | Droopy Dakota i wielki napad na pociąg Dakota Droopy               | Dakota Droopy & the Great Train Robbery         |
| 42             | Prawo Droopy’ego Sędzia Droopy                                     | Droopy law                                      |
|                |                                                                    |                                                 |
| 43             | Kot kaskader Kaskader                                              | Stunt Cat                                       |
| 43             | Niewidzialny psotnik Nic nie widzę                                 | See No Evil                                     |
| 43             | Pechowy piknik Koniec pikniku                                      | This Is No Picnic                               |
|                |                                                                    |                                                 |
| 44             | Tom i Jerry w śmietnikowej symfonii Orkiestra symfoniczna „Szmelc” | Scrapheap Symphony                              |
| 44             | Cyrkowy kot Kot cyrkowiec                                          | Circus Cat                                      |
| 44             | Kajuński gulasz Lis Bagniak                                        | Cajun Gumbo                                     |
|                |                                                                    |                                                 |
| 45             | Myśliwy Pierre Pierre Myśliwy                                      | Hunter Pierre                                   |
| 45             | Mecz baseballowy Mecz sezonu                                       | Battered Up                                     |
| 45             | Podbój planety Irwin                                               | Conquest of the Planet Irwin                    |
|                |                                                                    |                                                 |
| 46             | Droppy cyrkowcem Droopy cyrkowcem                                  | Big Top Droopy                                  |
| 46             | Jerry i łodyga fasoli Jerry i fasolka                              | Jerry & the Beanstalk                           |
| 46             | Psy wyścigowe Maraton                                              | High Speed Hounds                               |
|                |                                                                    |                                                 |
| 47             | Mysz z luksusowych apartamentów Pierwszy lokator                   | Penthouse Mouse                                 |
| 47             | Dwanaście gniewnych owiec Owczy sąd                                | Twelve Angry Sheep                              |
| 47             | Atak mrówek                                                        | The Ant Attack                                  |
|                |                                                                    |                                                 |
| 48             | Mysz kurier Kurier wojskowy                                        | Mouse with a Message                            |
| 48             | Zwariowany Dr McWilk Szalony McWolf                                | It’s the Mad, Mad, Mad, Mad, Dr. McWolf         |
| 48             | Dzika mysz w kręgielni Dzikie kręgle                               | Wild World of Bowling                           |
|                |                                                                    |                                                 |
| 49             | Gwiezdny wrak                                                      | Star Wrek                                       |
| 49             | Pieniądze albo życie Przesyłka                                     | Droop & Deliver                                 |
| 49             | Połknąć jaskółkę Berni w garści                                    | Swallow the Swallow                             |
|                |                                                                    |                                                 |
| 50             | Gromowładny Super Batman znowu w akcji Powrót Błyskawicy           | Lightning Bolt-The Super Squirrel-Strikes Again |
| 50             | Rycerskie potyczki Pojedynek                                       | Surely You Joust                                |
| 50             | Szalony Gnuśny Antonio Dzielny kowboj                              | Rootin’ Tootin’ Slowpoke                        |
|                |                                                                    |                                                 |
| 51             | Mysz z remizy Mysz pożarna                                         | Firehouse Mouse                                 |
| 51             | Gniew Czarnego Wilka Gniew Ponurego Wilka                          | The Wrath of Dark Wolf                          |
| 51             | Tropienie zbiegów Kumple z paki                                    | Pound Hound                                     |
|                |                                                                    |                                                 |
| 52             | Duch z zamku McLochzjawa Duch zamku McLochjaw                      | The Ghost of Castle McLochjaw                   |
| 52             | Tysiąc klonów Klony                                                | A Thousand Clones                               |
| 52             | Ostra zagrywka Obóz skautów                                        | Roughing It                                     |
|                |                                                                    |                                                 |
| SERIA CZWARTA  |                                                                    |                                                 |
|                |                                                                    |                                                 |
| 53             | Ser kołem się toczy Ser fortuny                                    | As the Cheese Turns                             |
| 53             | Londyński McWilk Londyński Werewolf                                | McWerewolf of London                            |
| 53             | Łap tego ptaka Złap Berniego                                       | Grab That Bird                                  |
|                |                                                                    |                                                 |
| 54             | Mysz jaskiniowa Lekcja prehistorii                                 | Cave Mouse                                      |
| 54             | Powrót McWilkensteina Doktor Wolfenstein                           | McWolfenstein Returns                           |
| 54             | Destrukcja konstrukcji Na budowie                                  | Destructive Construction                        |
|                |                                                                    |                                                 |
| 55             | Kosmiczna mysz Dzika Mysz w kosmosie                               | Alien Mouse                                     |
| 55             | Droopyman Droopyman i Drippleboy                                   | Droopy Man                                      |
| 55             | Wesołe miasteczko                                                  | Abusement Park                                  |
|                |                                                                    |                                                 |
| 56             | Mysz z Marsa Kosmiczny kumpel                                      | Martian Mouse                                   |
| 56             | Czarny Wilk kontratakuje Staruszek McWolf                          | Dark Wolf Strikes Back                          |
| 56             | Świnia Nokaut Zaginiony bokser                                     | Knockout Pig                                    |
|                |                                                                    |                                                 |
| 57             | Muszkieter Junior Myszkieterowie                                   | Musketeer Jr.                                   |
| 57             | Kosmiczny szeryf                                                   | Galaxy Droopy                                   |
| 57             | Powrót mrówek Mrówki atakują                                       | Return of the Ants                              |
|                |                                                                    |                                                 |
| 58             | Powrót Droopymana Doktor Szczur                                    | Droopy Man Returns                              |
| 58             | Pokonany Tom Uciekający prezent                                    | Tom Thumped                                     |
| 58             | Drooposieć Droopy na tropie                                        | Droopnet                                        |
|                |                                                                    |                                                 |
| 59             | Bracia Allright Bracia Right                                       | Right Brother Droopy                            |
| 59             | Łyżworolki Wrotki                                                  | Cheap Skates                                    |
| 59             | Hollywoodzka przygoda Droopy w Hollywood                           | Hollywood Droopy                                |
|                |                                                                    |                                                 |
| 60             | Pokonani łucznicy Łucznicy                                         | Fallen Archers                                  |
| 60             | Kiedy rycerze byli ospali Dzielny rycerz                           | When Knights Were Cold                          |
| 60             | Usta szybsze niż oczy Pokaz magika                                 | The Mouth Is Quicker Than the Eye               |
|                |                                                                    |                                                 |
| 61             | Baranina za karę Kara dla barana                                   | Mutton for Punishment                           |
| 61             | Cal, doradca kotów Akwizytor                                       | Cat Counselor Cal                               |
| 61             | Termito Terminator Pogromca korników                               | Termite Terminator                              |
|                |                                                                    |                                                 |
| 62             | Narzeczona McWilkensteina Narzeczona Wilkensteina                  | Bride of McWolfenstein                          |
| 62             | Wiejska zabawa Małorolni kmiecie                                   | Hillbilly Hootenanny                            |
| 62             | El Buziak El Cmok                                                  | El Smoocho                                      |
|                |                                                                    |                                                 |
| 63             | Hokeista Droopy Droopy na lodzie                                   | Droopy Hockey                                   |
| 63             | Tom sokole oko                                                     | Hawkeye Tom                                     |
| 63             | Jedyne życie Toma Dziewięć wcieleń                                 | No Tom Like the Present                         |
|                |                                                                    |                                                 |
| 64             | Brudny Droopy                                                      | Dirty Droopy                                    |
| 64             | Słoń artysta                                                       | Two Stepping Tom                                |
| 64             | Uspokajający dysk Kochane frisbee                                  | Disc Temper                                     |
|                |                                                                    |                                                 |
| 65             | Proszę o spokój na boisku Plażowy mecz                             | Order in Volleyball Court                       |
| 65             | Król dżungli - Szalona Mysz Dzika Mysz                             | King Wildmouse                                  |
| 65             | Kosmiczna gonitwa Kosmiczny pościg                                 | Space Chase                                     |
|                |                                                                    |                                                 |